# Carla Buchanan
Carla Buchanan (31 de julio de 1995) es una deportista australiana que compite en natación, especialista en el estilo libre. Ganó dos medallas de bronce en el Campeonato Mundial de Natación en Piscina Corta de 2018, en la pruebas de 4 × 50 m libre y 4 × 200 m libre.

## Palmarés internacional
| Campeonato Mundial en Piscina Corta | Campeonato Mundial en Piscina Corta | Campeonato Mundial en Piscina Corta | Campeonato Mundial en Piscina Corta |
| Año                                 | Lugar                               | Medalla                             | Prueba                              |
| ----------------------------------- | ----------------------------------- | ----------------------------------- | ----------------------------------- |
| 2018                                | Hangzhou (China)                    | Medalla de bronce                   | 4 × 50 m libre                      |
| 2018                                | Hangzhou (China)                    | Medalla de bronce                   | 4 × 200 m libre                     |